# Stosunki polsko-brytyjskie

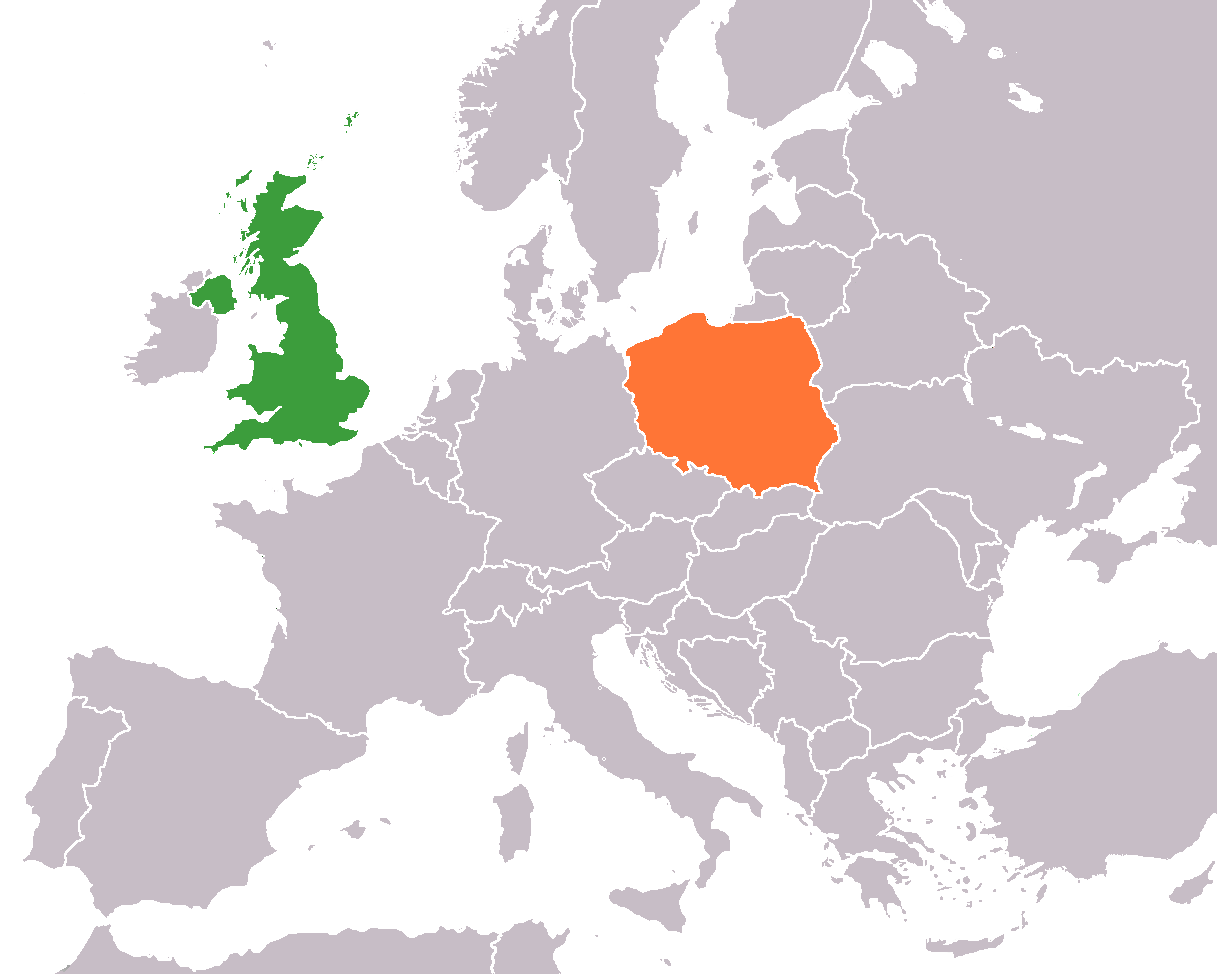
Położenie Wielkiej Brytanii i Polski na mapie Europy

Stosunki polsko-brytyjskie – stosunki dyplomatyczne pomiędzy Wielką Brytanią a Polską. Oba państwa są członkami NATO, Organizacji Współpracy Gospodarczej i Rozwoju oraz Organizacji Narodów Zjednoczonych.

## Historia
Według polskiego historyka Oskara Haleckiego, pierwszy dyplomatyczny kontakt zawarty został listownie przez króla Anglii Henryka V do Władysława II Jagiełły, króla Polski i Wielkiego Księcia Litewskiego, prosząc go o pomoc przeciwko Francji w wojnie stuletniej. Stosunki brytyjsko-polskie trwały w następnych latach w dużej mierze w zakresie handlu. W XVI wieku wzrósł poziom współczesnych stosunków dyplomatycznych między Polską a Anglią, kiedy królowa Maria I i król Hiszpanii Filip II pobrali się w 1554. Świadkiem Króla Filipa był polski pisarz i dyplomata Krzysztof Warszewicki. 

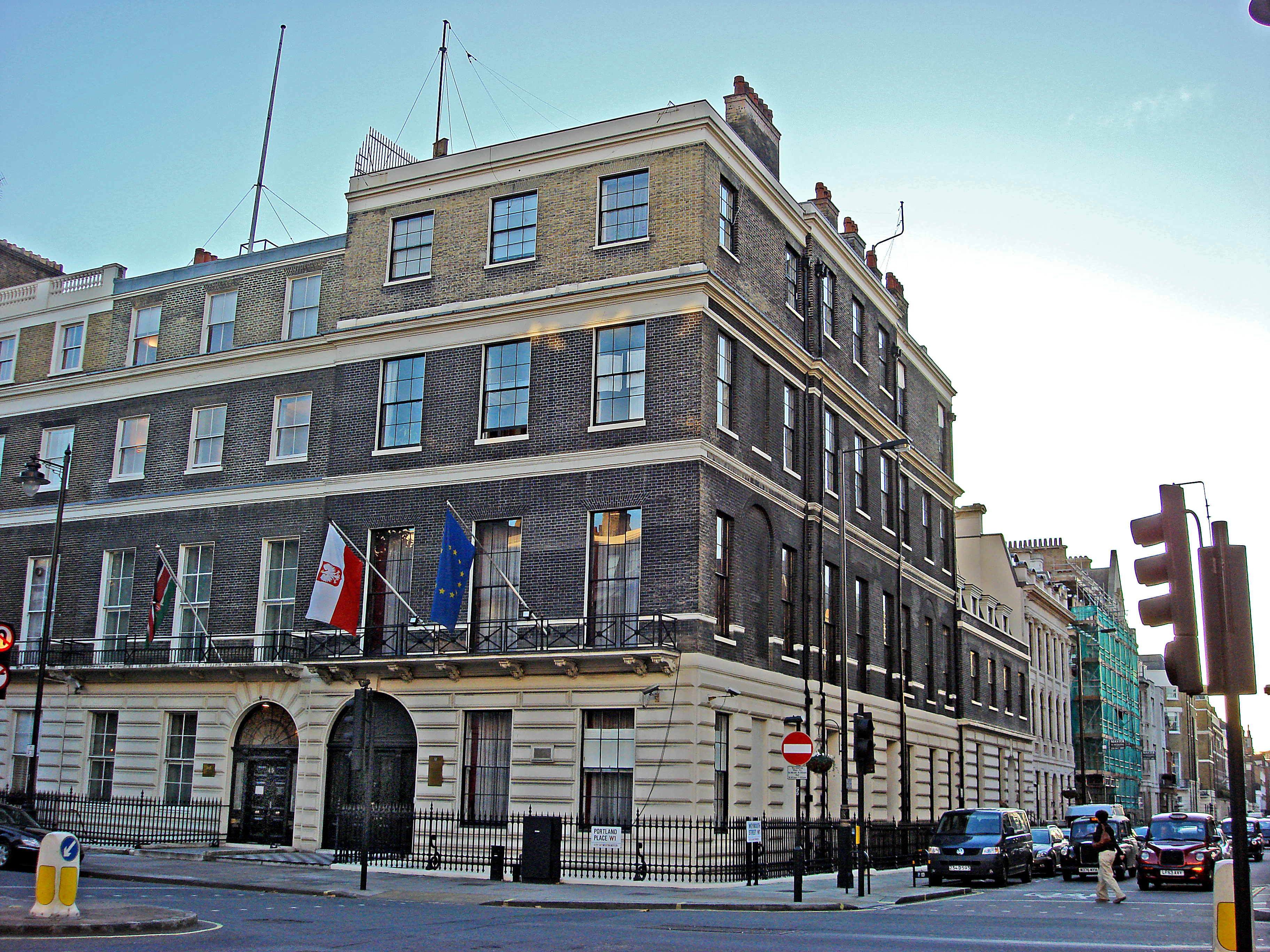
Ambasada RP w Londynie.

Chociaż Wielka Brytania wydawała się w dużej mierze obojętna na rozbiór Polski, wiele brytyjskich elit politycznych, w tym król Jerzy III i Edmund Burke, wyraziło swoje obawy w korespondencjach i publikacjach dotyczących zaborów i nierównowagi sił w Europie. 

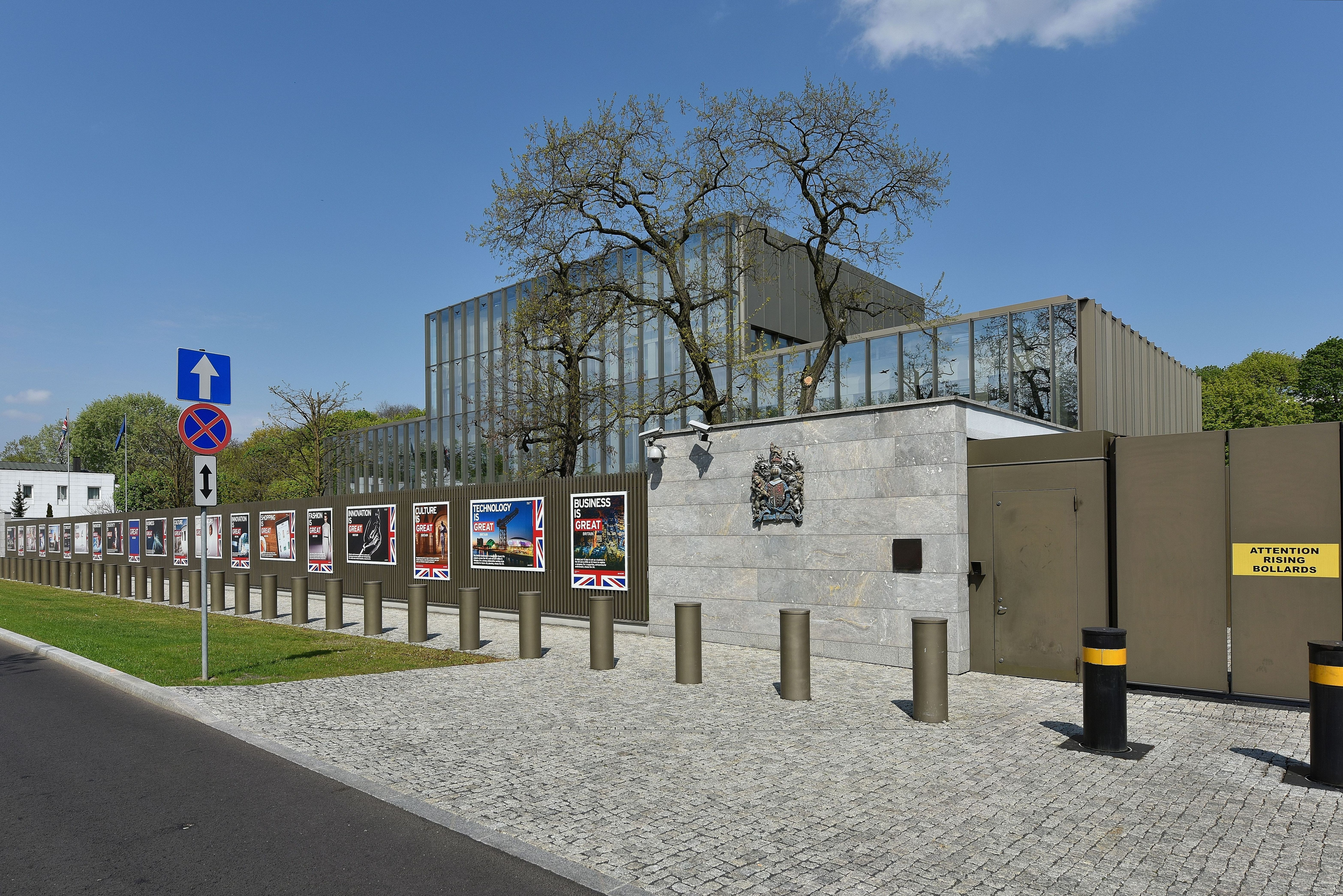
Ambasada Wielkiej Brytanii w Warszawie.

Podczas kongresu wiedeńskiego Lord Castlereagh, brytyjski minister spraw zagranicznych w latach 1812-1822, był głównym zwolennikiem przywrócenia niepodległości Polski, choć później porzucił te aspiracje, aby osiągnąć sukcesy w obszarach, którymi Wielka Brytania była bardziej zainteresowana. W XIX wieku wrogie stosunki brytyjsko-rosyjskie spowodowały większe zainteresowanie niepodległą Polską ze strony Wielkiej Brytanii. Wśród ludności brytyjskiej sympatia do Polski i innych uciskanych narodów Europy była wtedy popularna.
Stosunki dyplomatyczne między Zjednoczonym Królestwem a odrodzoną po I wojnie światowej Polską zostały nawiązane 15 lipca 1919 roku. Podczas wojny polsko-bolszewickiej komunizujący robotnicy brytyjscy utrudniali transporty sprzętu wojskowego dla Polski, m.in. podejmując 20 maja 1920 roku rezolucję zabraniającą jego ładowania. Mimo to, rząd brytyjski podarował Polsce w 1920 roku 30 samolotów bojowych, a dalsze 109 zakupiono, obok innego uzbrojenia. Poparcie rządu brytyjskiego było po stronie Polski, ale pokój był zdecydowanie preferowaną opcją, w wyniku której lord George Curzon utworzył Linię Curzona w ramach proponowanego pokoju. Porozumienie to nie zostało przyjęte w odpowiednim czasie, a Polska szybko przejęła kontrolę nad wojną, przesuwając granicę dalej na wschód. W latach 20 i na początku lat 30 XX wieku brytyjskie poglądy na Polskę były negatywne z powodu ekspansjonizmu. Dotyczyło to w szczególności lewicy brytyjskiej. Prawe skrzydło w Wielkiej Brytanii miało w międzyczasie bardziej neutralne poglądy wobec Polski ze względu na jej pozycję jako bufora przeciwko komunizmowi. Pogląd Polski na Brytanię w tym czasie był ogólnie ambiwalentny. Długo zwlekano z otwarciem polskiej ambasady w Wielkiej Brytanii. 
Wraz z powstaniem partii nazistowskiej w Niemczech oba kraje zaczęły przyjmować bardziej pozytywne stosunki. W celu powstrzymania Niemiec po aneksji Czech, 31 marca 1939 roku rząd brytyjski Neville Chamberlaina udzielił Polsce jednostronnych gwarancji niepodległości. 25 sierpnia tego roku podpisano brytyjsko-polski sojusz wojskowy, przewidujący wszelką możliwą pomoc przeciwko agresji mocarstwa nieprzyjacielskiego, jednak protokół dołączony do porozumienia precyzował, że sojusz dotyczył jedynie agresji Niemiec.  Wielka Brytania wówczas nie dysponowała znacznymi siłami lądowymi i mogła udzielić jedynie wsparcia lotniczego i materiałowego, jednak to ostatnie było w praktyce uniemożliwione przez długość szlaku przez Morze Czarne i Rumunię i szybki upadek Polski. Dostawa samolotów brytyjskich i sprzętu wojennego z kredytu brytyjskiego wysłana drogą morską przed wybuchem wojny oraz dalsze transporty nie dotarły już do Polski. 3 września 1939, po ataku Niemiec na Polskę, Wielka Brytania (i Francja) wypowiedziała wojnę Niemcom, rozpoczynając II wojnę światową. Rozważana była możliwość wsparcia lotniczego, ale ostatecznie stwierdzono, że bombardowania Niemiec nie będą miały wpływu na sytuację Polski, toteż ich nie podjęto, uznając że realną pomocą może być jedynie wygranie kilkuletniej wojny. W kolejnych miesiącach na froncie zachodnim nie prowadzono aktywnych działań, wzmacniając siły zbrojne (tak zwana dziwna wojna), jednakże we Francji i Wielkiej Brytanii były odtwarzane Polskie Siły Zbrojne z żołnierzy, którzy przedostali się z Polski. Podczas wojny 250 000 Polaków służyło siłom brytyjskim, uczestnicząc w wielu kluczowych kampaniach. 1/12 wszystkich pilotów w bitwie o Anglię byli Polacy. Londyn stał się siedzibą władz Polski na emigracji i ośrodkiem emigracji polskiej.
Nowy etap w relacjach polsko-brytyjskich rozpoczął się w 1989 roku. UK poparło euroatlantyckie aspiracje Polski.

## Współczesność

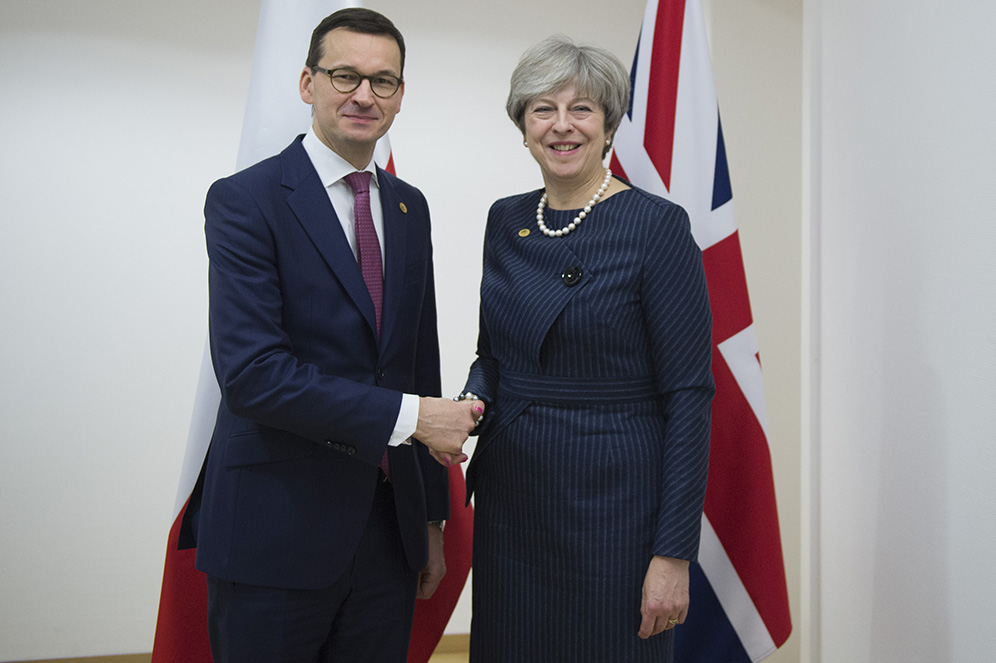
Szefowie rządów obu państw: Mateusz Morawiecki i Theresa May, 2017

Kontakty polityczne obejmują wizyty i spotkania na różnych szczeblach. W 2016 roku z inicjatywy polskiej odbyły się pierwsze polsko-brytyjskie konsultacje międzyrządowe. Jedną z formą kontaktów są spotkania ministrów spraw zagranicznych i obrony obu krajów (Kwadryga).
W 2023 roku została podpisana deklaracja o polsko-brytyjskim partnerstwie strategicznym w zakresie polityki zagranicznej, obronności i bezpieczeństwa.
Podstawą relacji gospodarczych między oboma krajami jest umowa o handlu i współpracy pomiędzy Unią Europejską a Zjednoczonym Królestwem (Trade and Cooperation Agreement). W 2024 roku wartość obrotów handlowych między oboma krajami osiągnęła 24,5 mld euro z saldem dodatnim po stronie Polski (wartość polskiego eksportu do UK – 18,5 mld euro).